# Фракционирование жиров
Фракционирование жиров — это один из видов модификации масел, который, в отличие от гидрогенизации и переэтерификации, является чисто физическим процессом. Он заключается в последовательном охлаждении масла, его частичной кристаллизации и последующем разделении на фракции с различной температурой плавления. Комбинация фракционирования и переэтерификации позволяет получать жиры с заданными свойствами, которые ранее получали лишь гидрированием и которые не содержат в своём составе вредных для здоровья транс-изомеров.
Фракционирование жиров с успехом применяется для получения эквивалентов и заменителей масла какао, заменителей молочного жира, кондитерских, кулинарных, фритюрных жиров и салатных масел.

## История фракционирования жиров
Фракционирование — самый старый метод модификации жиров, применяемый уже более 150 лет. Его преимущества впервые были оценены европейскими морскими транспортными компаниями, которые импортировали кокосовое масло из Шри-Ланки в длинных деревянных бочках — «цейлонских трубах». Трубы заполнялись тёплым жидким маслом, которое впоследствии медленно охлаждалось при транспортировке по морю из жаркого тропического климата в холодный европейский. В сочетании с раскачиванием судна морскими волнами это приводило к образованию в толще масла взвеси кристаллов; благодаря более высокой плотности, эти кристаллы, в конечном итоге, оседали на дно бочек. Потребители, получавшие фракционированное кокосовое масло, быстро поняли, что его твёрдая фракция гораздо более пригодна для использования в глазурях и кувертюрах. Таким образом, можно рассматривать деревянные бочки как первые кристаллизаторы жиров.
Изобретение первого запатентованного «метода получения жиров животного происхождения с особыми свойствами» приписывают Ипполиту Меж-Мурье в 1869 г. Он придумал, как сделать заменитель сливочного масла, медленно охладив свиной жир и выделив из него жидкую фракцию.
Активное развитие промышленного фракционирования жиров началось в 1960-е гг., когда объёмы производства пальмового масла в Юго-Восточной Азии стали стремительно увеличиваться, а налоги на экспорт рафинированного пальмового масла были снижены. В то время технология была ограничена эффективностью разделения фаз: использовалась только сила гравитации, то есть олеин и стеарин разделялись отстаиванием. Это приводило к тому, что в твёрдой фракции оставалось значительное количество жидкого масла (до 75 %), что ощутимо ухудшало качество стеарина. В последующие десятилетия развитие методов разделения (начиная ленточными фильтрами, центрифугами и заканчивая мембранными пресс-фильтрами высокого давления) позволило сделать фракционирование эффективным и экономически выгодным процессом модификации жиров.

## Процесс фракционирования жиров
Природные жиры и масла являются не химически чистым однокомпонентным веществом, а сложной смесью из нескольких десятков веществ. Каждое из этих веществ (триглицеридов) имеет свою собственную определённую температуру плавления. Будучи смесью, жиры и масла не имеют точной температуры плавления, а только определённый диапазон плавления.
Процесс фракционирования заключается в контролируемом охлаждении жира, что инициирует частичную (то есть фракционную) кристаллизацию: часть жира превращается в твёрдые кристаллы, часть остаётся в жидком состоянии. Эта смесь затем различными способами разделяется на фракции с различной температурой плавления — олеин (жидкую низкоплавкую фракцию) и стеарин (твёрдую высокоплавкую фракцию).
Вне зависимости от способа процесс фракционирования включает следующие обязательные этапы:
- полное расплавление жира;
- медленное охлаждение жира при слабом перемешивании (или без перемешивания);
- разделение твёрдой и жидкой фракций с различными физико-химическими свойствами[1].

На сегодняшний день существует две основных технологии фракционирования жиров:
- сухое фракционирование — самый простой метод фракционирования, с успехом применяющийся для модификации. Он заключается в медленном поэтапном охлаждении жира и последующем разделении фракций. Это самый экологически чистый способ модификации, поскольку жир не подвергается воздействию химических веществ и катализаторов (как в случае переэтерификации и гидрогенизации).
- жидкостное фракционирование отличается от сухого тем, что жир предварительно смешивается с каким-либо органическим растворителем. Полученный раствор поэтапно охлаждается, затем производится разделение фракций. Присутствие растворителя существенно сокращает время охлаждения и снижает вязкость масла, что упрощает разделение олеина и стеарина и, в конечном итоге, позволяет провести процесс более селективно и получить более чистые фракции. После фракционирования остаточный растворитель удаляется из олеина и стеарина. Несмотря на значительно более высокую стоимость процесса, жидкостное фракционирование незаменимо при модификации жиров, для которых не подходит сухое фракционирование[8][2].

Основным преимуществом фракционирования перед гидрогенизацией и переэтерификацией является обратимость процесса: если полученные фракции плохого качества, смешав их, можно получить исходный жир и затем повторить процесс. Кроме того, фракционирование не требует предварительной очистки масел от сопутствующих веществ, которые могут отравлять катализаторы гидрирования и переэтерификации.

## Применение
Жир, который в промышленности фракционируют в наибольших объёмах, — пальмовое масло: в 2009 г. количество фракционированного пальмового масла составило около 30 млн т. Соотношение насыщенных и ненасыщенных жирных кислот, а также высокоплавких и низкоплавких триглицеридов в нём составляет приблизительно 1:1, а потому его просто разделить на стеарин и олеин. Полученные фракции можно снова подвергать фракционированию. Такое многоступенчатое фракционирование пальмового масла позволяет получать продукты с особыми свойствами: эквиваленты масла какао, максимально приближенными по свойствам к дорогостоящему маслу какао; заменители молочного жира и кондитерские жиры без транс-изомеров; салатные масла и жиры для жарки с высокой устойчивостью к окислению. Фракционированием побочного продукта производства пальмового масла — пальмоядрового масла — получают лауриновые заменители масла какао.